# Сухой Кундряк
Сухой Кундряк — река (или ручей) в России, протекает по Стерлибашевскому району Республики Башкортостан. Длина реки составляет 16 км.

## География и гидрология
Устье реки находится в 24 км по левому берегу реки Кундряк. Часть реки, расположенная выше Бакеева, пересыхает. От истока к устью на реке расположены следующие населённые пункты: Бакеево, Новониколаевка, Борисовка, Сергеевка, Табулда. На реке расположена плотина.

## Данные водного реестра
По данным государственного водного реестра России относится к Камскому бассейновому округу, водохозяйственный участок реки — Белая от города Салавата до города Стерлитамака, речной подбассейн реки — Белая. Речной бассейн реки — Кама.
Код объекта в государственном водном реестре — 10010200512111100018274.